# Mercedes-Benz OM636
De OM636-Motor is een viertakt-voorkamerinjectie-kopklep(ohv)-dieselmotor met vier cilinders in lijn, ontwikkeld en geproduceerd door Mercedes-Benz. De motor werd in pre-serie vanaf 1948 gebruikt en in 1949 officieel gepresenteerd en was de opvolger van de OM138 (1935-1940). De OM636 werd opgevolgd door de OM621 die in de W120 en W121 (180Dc, 190D/Db, kleine "Bolhoed" of "Ponton") en diens opvolger de W110 (190D en 200D, kleine "Heckflosse") werd gebruikt. De eerste voorloper van de OM138 was een benzinemotor in 1935. 

## Toepassing
Deze motoren werden in personenwagens, transportbusjes en kleine vrachtwagens van Mercedes-Benz en ook andere fabrikanten gebruikt. Van het eind van de jaren veertig tot eind van de jaren zeventig werden meer dan een miljoen stuks gebouwd. Dit motortype was niet alleen in de personenauto's, maar ook in andere toepassingen zeer succesvol als aandrijving voor heftrucks, boten, noodaggregraten et cetera. Ze zijn zelfs nu nog met duizenden exemplaren onderweg op 's werelds wegen.
De afkorting "OM" betekent "Oel-Motor" (motor, gestookt met lichte olie/diesel) en geeft tot op vandaag de dag de typecode aan van de dieselmotoren van Mercedes-Benz.

## Geschiedenis
De OM636-motor werd voor het eerst toegepast in de Boeringer Unimog (702000) in 1948. Hij werd in 1949 voor het eerst gebruikt in een Mercedes personenwagen, de 170D van de serie W136. Het was de eerste naoorlogse dieselpersonenwagen en de derde dieselpersonenwagen überhaupt, na de Mercedes-Benz 260 D (W138) en de Hanomag Rekord van voor de oorlog. De basisversie bood 28 kW (38 pk) vermogen uit 1.697cc cilinderinhoud.
Ook de opvolgers van de 170D, de 170Da/170Db/170SD (W136), de 170DS (W191) en de 180D (W120, kleine "Ponton"), gebruikten de OM636, met licht vergrote inhoud van 1,767cc en 29/32 kW (40/43 pk) vermogen. Het was de oervorm van de legendarische, onverwoestbare Mercedes-dieselmotoren. Taxichauffeurs roemden weids de enorme kilometerstanden van over de 500.000 kilometer voor een enkele motor.
Na 1961, met het verschijnen van de W110 ("Heckflosse") werd de OM636 niet meer in personenwagens van Mercedes-Benz gebruikt. De modernere opvolger OM621 was (met 1,9 liter, later 2,0 liter cilinderinhoud, bovenliggende nokkenas (OHC) en een vermogen van 50, later 55 pk en ongeveer gelijk verbruik) stukken beter dan de oude motor, niet in het minst wat levensduur betreft.

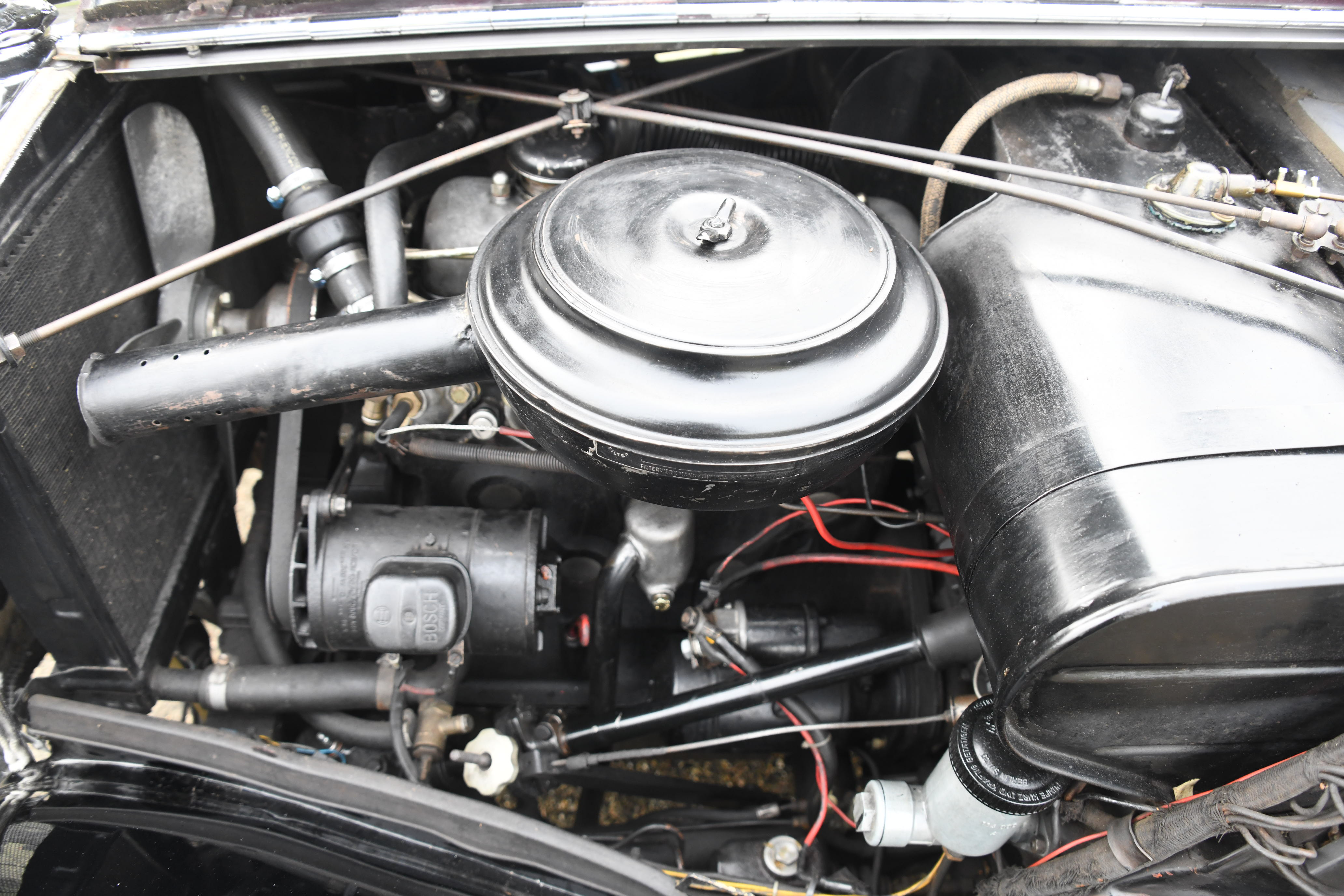
OM636 in een W136 MB 170Db (1953)

|            | uitvoering | boring x slag [mm] | cilinderinhoud [cm3] | compressie | vermogen [kW / pk] bij toerental [t/min] | draaimoment [Nm] bij toerental [t/min] | max. toerental [t/min] |
| ---------- | ---------- | ------------------ | -------------------- | ---------- | ---------------------------------------- | -------------------------------------- | ---------------------- |
| 170D W136  | OM636 I    | 73.5 x 100         | 1697                 | 19.0 : 1   | 28 / 38 bij 3200                         |                                        |                        |
| 170DS W191 | OM636 VI   | 75 x 100           | 1767                 | 19.0 : 1   | 29 / 40 bij 3200                         |                                        |                        |
| 180 DW120  | OM636 VII  | 75 x 100           | 1767                 | 19.0 : 1   | 32 / 43 bij 3500                         | 98 bij 1500                            | 3600                   |